# Estil Urnes
L'estil Urnes és la darrera fase dels estils de decoració vikinga zoomòrfica que es produí durant la segona part del segle xi i el començament del xii. Les anteriors etapes de les ornamentacions amb formes d'animals de l'art escandinau se solen catalogar en els estils: Oseberg, Borre, Jelling, Mammen i Ringerike.
L'estil Urnes pren el nom per la porta tallada de l'església de fusta d'Urnes a Noruega, tot i que la majoria dels objectes decorats amb aquest estil són esteles rúniques d'Uppland, Suècia; per això molts historiadors prefereixen considerar-lo un estil de pedres rúniques.
L'estil es caracteritza per figures d'animals, generalment serps i dracs, esvelts i estilitzats que s'entrellacen en dissenys densos. Els caps dels animals estan de perfil, tenen ulls prims i en forma d'ametla i amb protuberàncies arrissades sobre el nas i el coll.

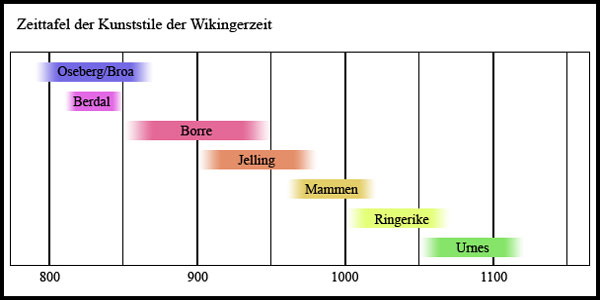
Cronologia dels estils de decoració animal escandinaus

## Estil Urnes inicial

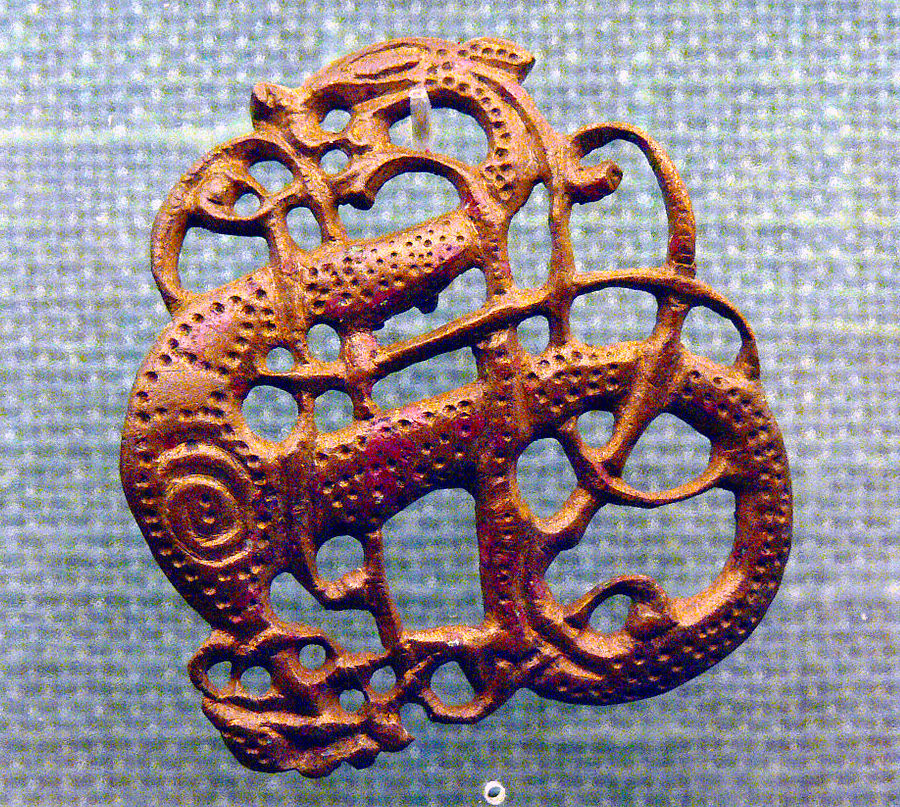
Ornament de bronze danés

La datació del començament de l'estil es basa sobretot en les pedres U 343, U 344 i un bol d'argent del 1050, que es trobà a Lilla Valla, Suècia.
La versió primerenca de l'estil es troba en les pedres rúniques angleses que al·ludeixen als Danegelds, Canut II de Dinamarca i les obres d'Asmund Karesson.

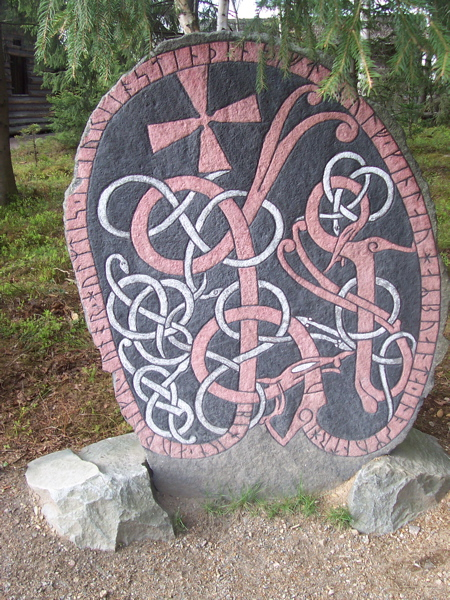
Deixant rúnic U 871, amb una decoració típica de l'estil Urnes mitjà

## Estil Urnes mitjà

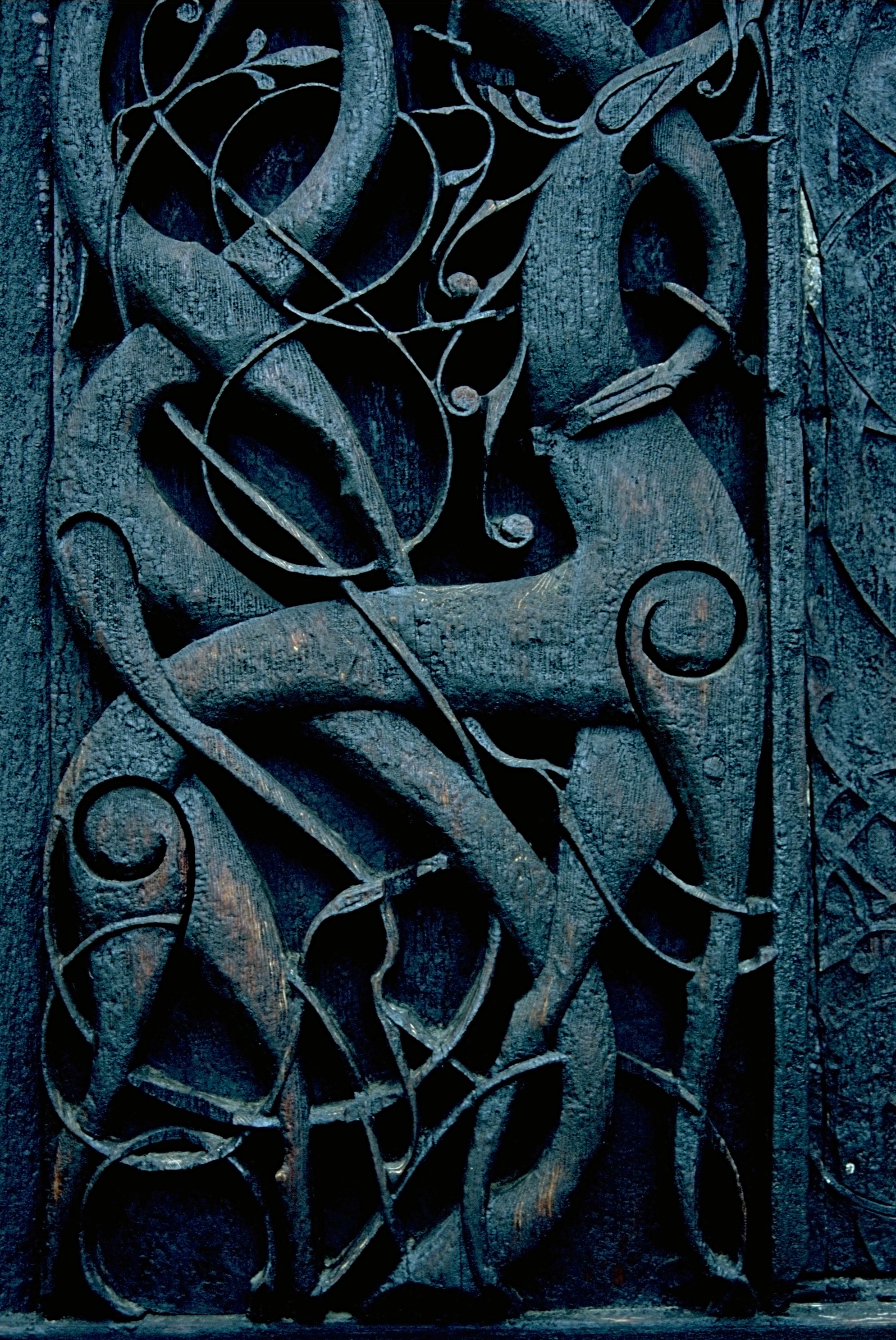
Detall de la porta de l'església de fusta d'Urnes, exemple d'Urnes refinat

L'estil Urnes mitjà ha rebut una datació molt segura per l'aparició dels seus temes en monedes d'Harald Hardrada (1047-1066) i d'Olav Kyrre (1080-1090). Dues talles en fusta d'Oslo s'han datat entre 1050-1100 i la taula Hørning per dendrocronologia es datà entre 1060-1070. Hi ha algunes evidències, però, que suggereixen que l'estil Urnes mitjà es desenvolupà abans de 1050 en les obres dels mestres gravadors Fot i Balle.

## Estil Urnes final
L'estil Urnes mitjà continuà sent popular mentre es desenvolupava l'estil Urnes refinat pel mestre gravador Öpir. Es feu famós perquè els animals són extremament prims i fan dibuixos circulars en composicions intricades. Aquest estil era exclusiu d'Öpir i Suècia, sinó que aviat aparegué també en obres com la taula Bølstad i en la cadira Trondheim, Noruega, s'estengué per tota Escandinàvia. I serà l'estil definitiu que tindran la pedres rúniques d'Uppland fins que deixen d'erigir-se.
En les pedres rúniques de Jarlabanke hi ha rastres de tots dos estils, mitjà i refinat, en les obres de Fot i Balli, i serà aquest estil mixt Fot-Balli el tipus d'estil que després es barrejarà amb l'estil romànic en el s. XII.

## Estil Urnes romànic
L'estil Urnes romànic no apareix en les esteles rúniques, i això sembla indicar que la tradició d'erigir pedres havia desaparegut quan aquest estil mixt aparegué a Gotland i la Suècia continental. L'Urnes romànic es pot datar gràcies a mostres d'Oslo del període entre 1100-1175, així com a l'altar frontal de Lisbjerg de Dinamarca, que ha estat datat dendrocronològicament al 1135, a més d'alguns reliquiaris irlandesos que s'han datat de la segona meitat del segle xii.